# Paphinia litensis
Paphinia litensis är en orkidéart som beskrevs av Dodson och Tilman Neudecker. Paphinia litensis ingår i släktet Paphinia och familjen orkidéer.
Artens utbredningsområde är Ecuador. Inga underarter finns listade i Catalogue of Life.

## Bildgalleri

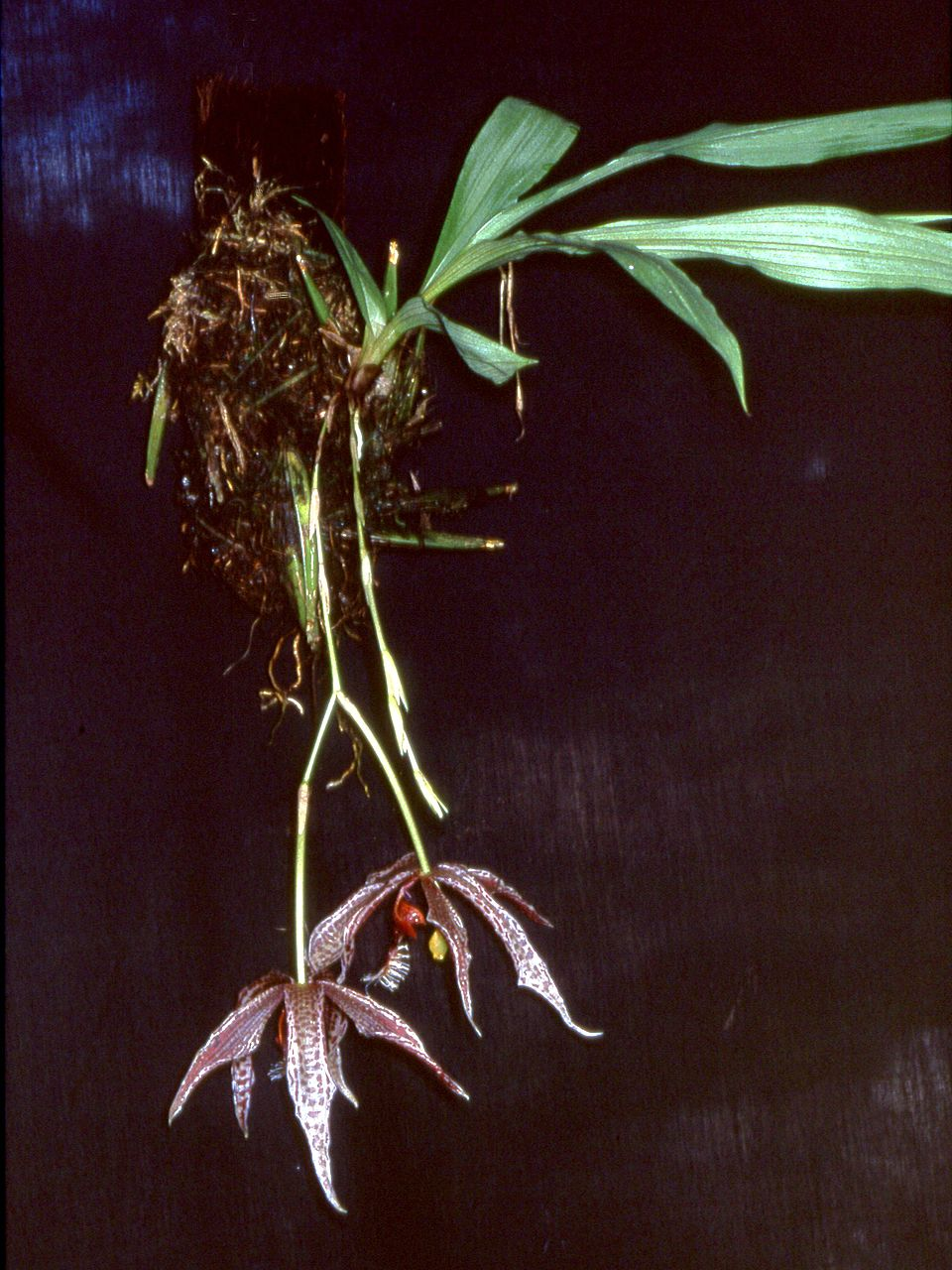
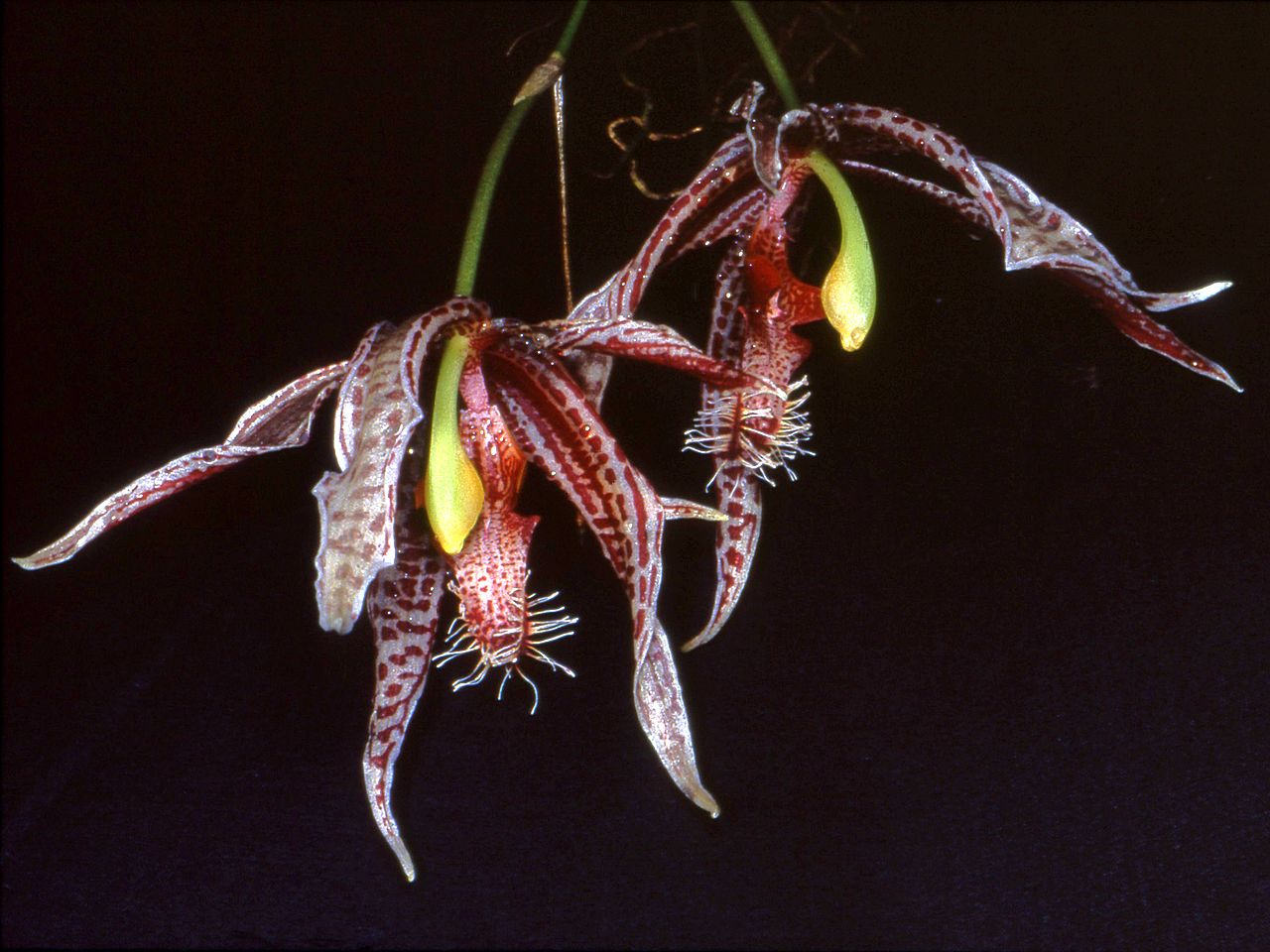
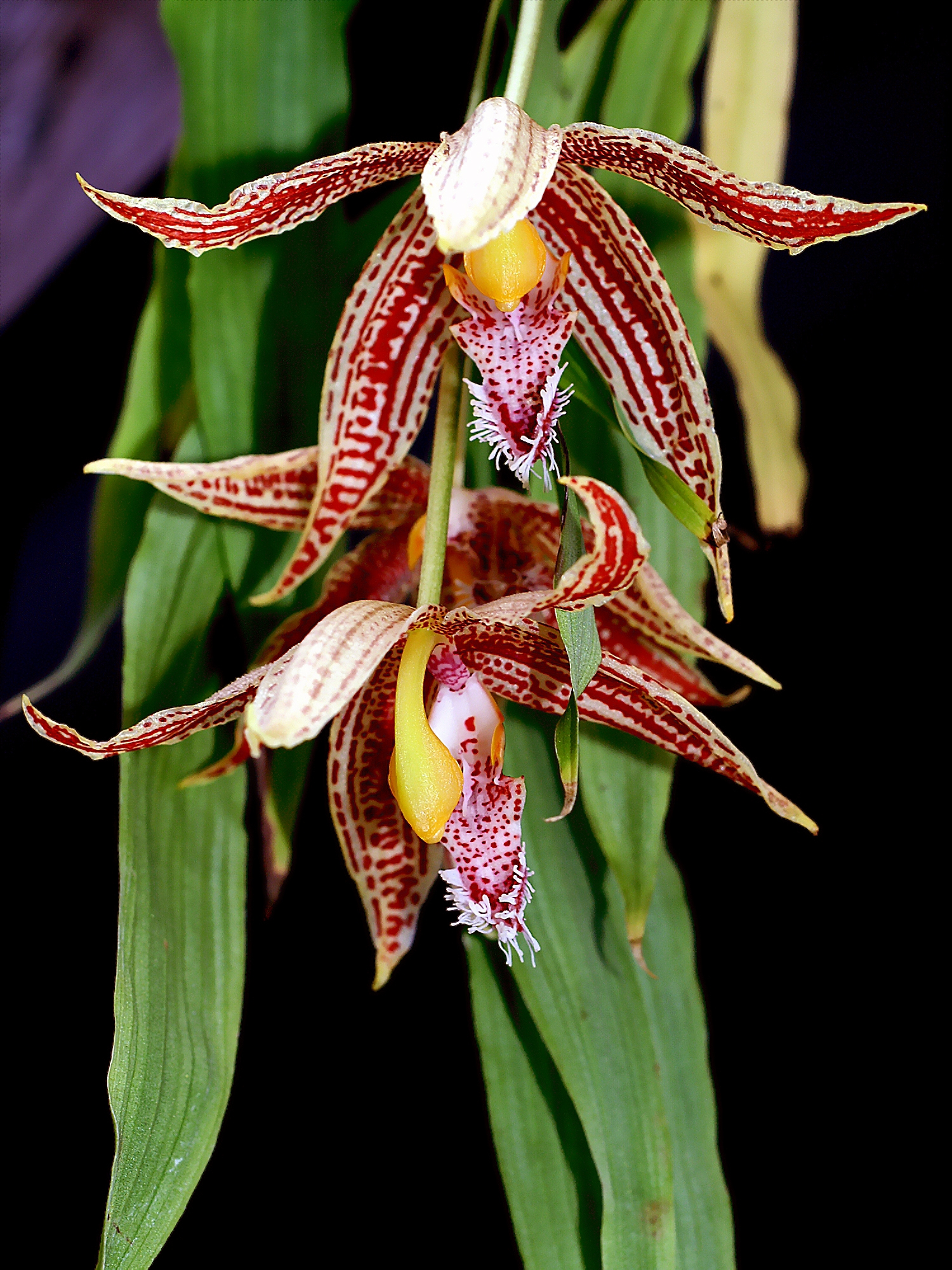
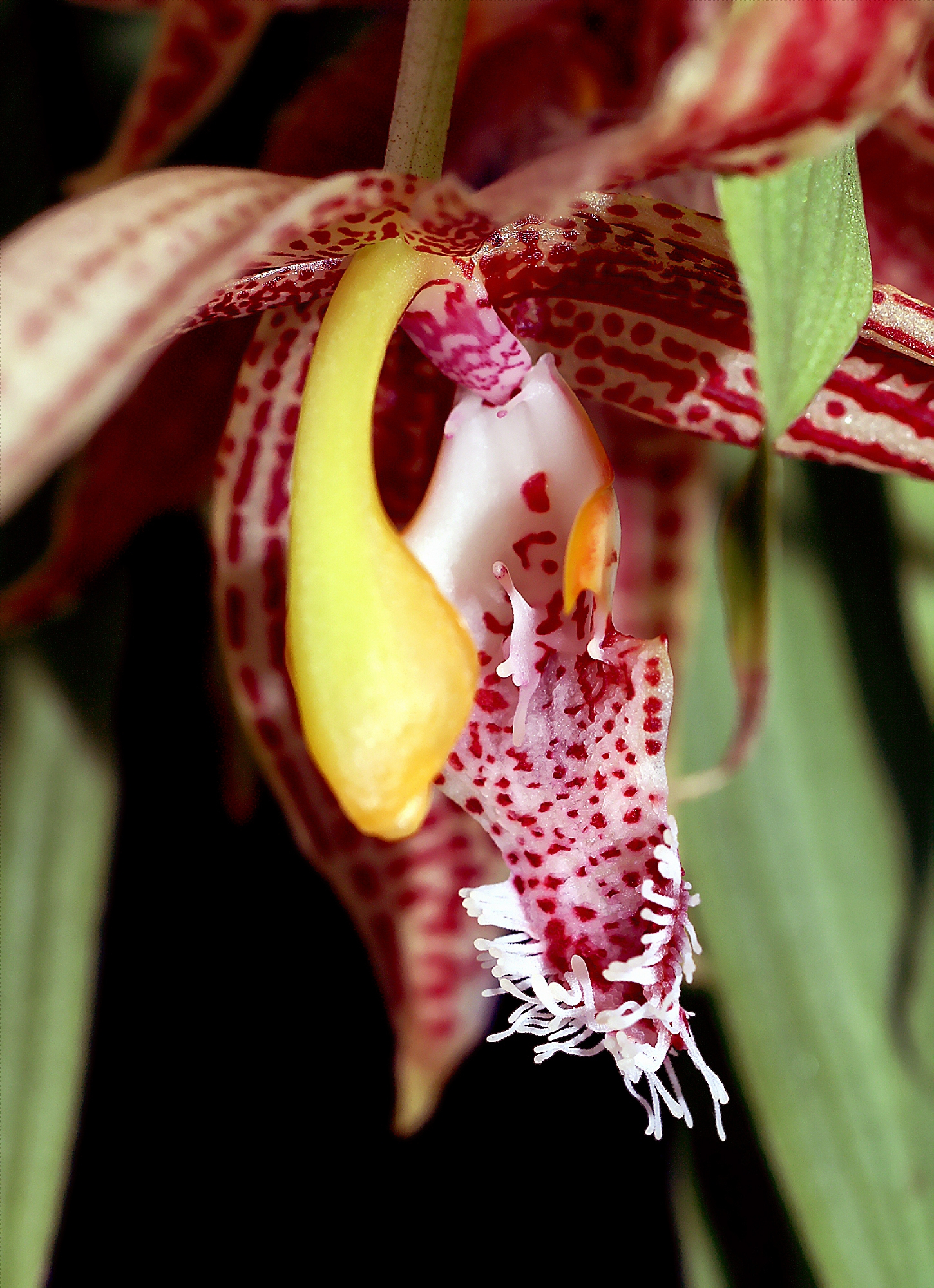